# Каменица (гмина)
Каменица (пол. Kamienica) — сельская гмина (волость) в Польше, входит как административная единица в Лимановский повет, Малопольское воеводство. Население — 7227 человек (на 2004 год).

## Демография
| Перепись                       | Всего   | Всего | Женщины | Женщины | Мужчины | Мужчины |
| ------------------------------ | ------- | ----- | ------- | ------- | ------- | ------- |
| Единицы                        | человек | %     | человек | %       | человек | %       |
| Население                      | 7227    | 100   | 3597    | 49,8    | 3630    | 50,2    |
| Плотность населения (чел./км²) | 75,2    | 75,2  | 37,4    | 37,4    | 37,8    | 37,8    |

## Соседние гмины
1. Гмина Добра
2. Гмина Лонцко
3. Гмина Луковица
4. Гмина Мшана-Дольна
5. Гмина Недзведзь
6. Гмина Новы-Тарг
7. Гмина Охотница-Дольна
8. Гмина Слопнице